# Alex Delvecchio

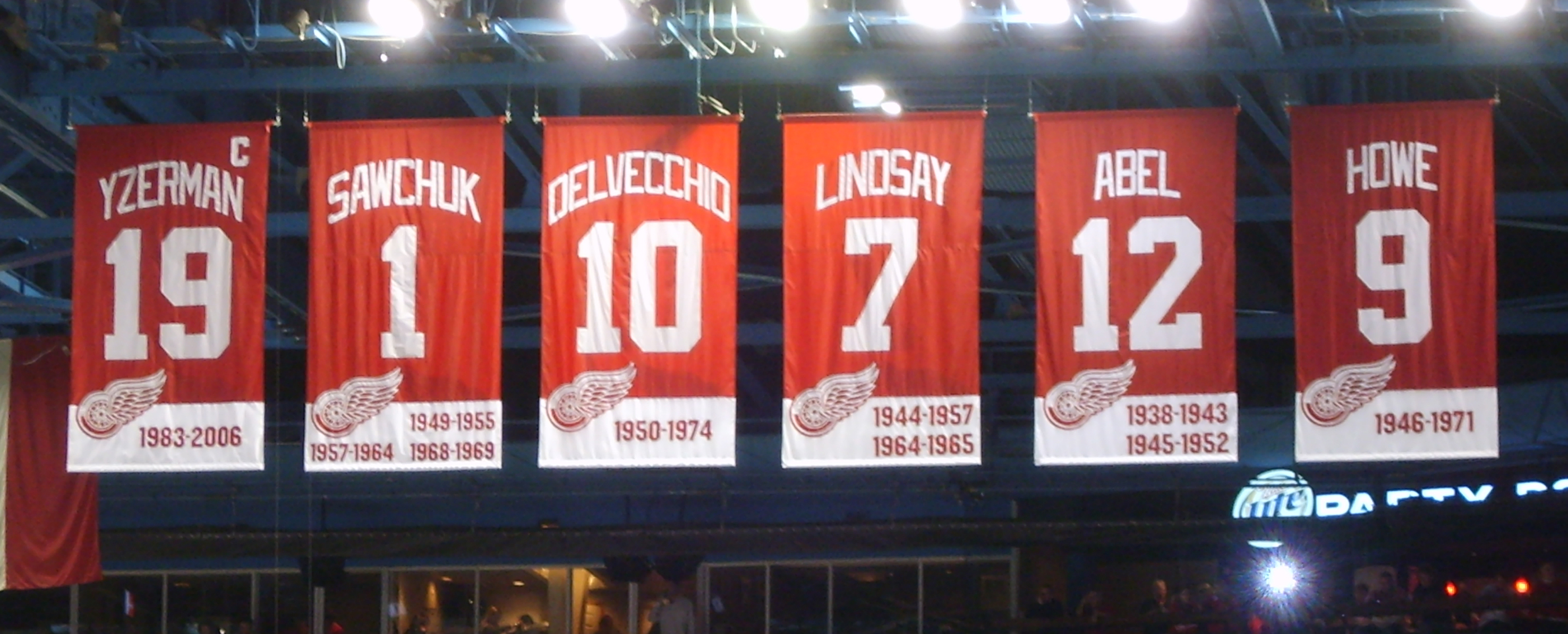
Alex Delvecchios tröja #10 i taket i Joe Louis Arena i Detroit.

Alexander Peter "Alex" Delvecchio, född 4 december 1931 i Fort William, Ontario, död 1 juli 2025 i Rochester, Michigan, var en kanadensisk professionell ishockeyspelare och ishockeytränare.

## Karriär
Alex Delvecchio spelade en säsong för Oshawa Generals i Ontario Hockey Association säsongen 1950–51 och gjorde imponerande 121 poäng på 54 matcher för laget. Han spelade även en match för Detroit Red Wings i NHL samma säsong. Säsonger därefter, 1951–52, spelade Delvecchio sex matcher för Indianapolis Capitals i American Hockey League innan han spelade till sig en fast plats i Detroit Red Wings. Samma säsong hjälpte han Red Wings att vinna Stanley Cup.
Delvecchio vann ytterligare två Stanley Cup med Red Wings säsongerna 1953–54 och 1954–55. Han spelade både som center och vänsterforward, bland annat i kedjan "Production Line" där han ersatte Sid Abel bredvid högerforwarden Gordie Howe och vänsterforwarden Ted Lindsay.
Trots att Delvecchio gjorde 1281 poäng för Red Wings över 22 säsonger i NHL:s grundserie vann han aldrig lagets interna poängliga under en säsong. Närmast kom han säsongen 1969–70 då han slutade tre poäng bakom Gordie Howe. 
Efter spelarkarriären tränade Delvecchio Detroit Red Wings under fyra säsonger från 1973 till 1977. Laget tillhörde dock bottenskiktet i ligan under dessa år och det blev inga besök i slutspelet för Delvecchio som tränare för Red Wings.
1977 valdes Delvecchio in i Hockey Hall of Fame.

## Statistik

### Spelare
| 1950–51    | Oshawa Generals       | OHA        | 54   | 49  | 72  | 121  | 36  | —   | —  | —  | —   | —  |
| 1950–51    | Detroit Red Wings     | NHL        | 1    | 0   | 0   | 0    | 0   | —   | —  | —  | —   | —  |
| 1951–52    | Indianapolis Capitals | AHL        | 6    | 3   | 6   | 9    | 4   | —   | —  | —  | —   | —  |
| 1951–52    | Detroit Red Wings     | NHL        | 65   | 15  | 22  | 37   | 22  | 8   | 0  | 3  | 3   | 4  |
| 1952–53    | Detroit Red Wings     | NHL        | 70   | 16  | 43  | 59   | 28  | 6   | 2  | 4  | 6   | 2  |
| 1953–54    | Detroit Red Wings     | NHL        | 69   | 11  | 18  | 29   | 34  | 12  | 2  | 7  | 9   | 7  |
| 1954–55    | Detroit Red Wings     | NHL        | 69   | 17  | 31  | 48   | 37  | 11  | 7  | 8  | 15  | 2  |
| 1955–56    | Detroit Red Wings     | NHL        | 70   | 25  | 26  | 51   | 24  | 10  | 7  | 3  | 10  | 2  |
| 1956–57    | Detroit Red Wings     | NHL        | 48   | 16  | 25  | 41   | 8   | 5   | 3  | 2  | 5   | 2  |
| 1957–58    | Detroit Red Wings     | NHL        | 70   | 21  | 38  | 59   | 22  | 4   | 0  | 1  | 1   | 0  |
| 1958–59    | Detroit Red Wings     | NHL        | 70   | 19  | 35  | 54   | 6   | —   | —  | —  | —   | —  |
| 1959–60    | Detroit Red Wings     | NHL        | 70   | 19  | 28  | 47   | 8   | 6   | 2  | 6  | 8   | 0  |
| 1960–61    | Detroit Red Wings     | NHL        | 70   | 27  | 35  | 62   | 26  | 11  | 4  | 5  | 9   | 0  |
| 1961–62    | Detroit Red Wings     | NHL        | 70   | 26  | 43  | 69   | 18  | —   | —  | —  | —   | —  |
| 1962–63    | Detroit Red Wings     | NHL        | 70   | 20  | 44  | 64   | 8   | 11  | 3  | 6  | 9   | 2  |
| 1963–64    | Detroit Red Wings     | NHL        | 70   | 23  | 30  | 53   | 11  | 14  | 3  | 8  | 11  | 0  |
| 1964–65    | Detroit Red Wings     | NHL        | 68   | 25  | 42  | 67   | 16  | 7   | 2  | 3  | 5   | 4  |
| 1965–66    | Detroit Red Wings     | NHL        | 70   | 31  | 38  | 69   | 16  | 12  | 0  | 11 | 11  | 4  |
| 1966–67    | Detroit Red Wings     | NHL        | 70   | 17  | 38  | 55   | 10  | —   | —  | —  | —   | —  |
| 1967–68    | Detroit Red Wings     | NHL        | 74   | 22  | 48  | 70   | 14  | —   | —  | —  | —   | —  |
| 1968–69    | Detroit Red Wings     | NHL        | 72   | 25  | 58  | 83   | 8   | —   | —  | —  | —   | —  |
| 1969–70    | Detroit Red Wings     | NHL        | 73   | 21  | 47  | 68   | 24  | 4   | 0  | 2  | 2   | 0  |
| 1970–71    | Detroit Red Wings     | NHL        | 77   | 21  | 34  | 55   | 6   | —   | —  | —  | —   | —  |
| 1971–72    | Detroit Red Wings     | NHL        | 75   | 20  | 45  | 65   | 22  | —   | —  | —  | —   | —  |
| 1972–73    | Detroit Red Wings     | NHL        | 77   | 18  | 53  | 71   | 13  | —   | —  | —  | —   | —  |
| 1973–74    | Detroit Red Wings     | NHL        | 11   | 1   | 4   | 5    | 2   | —   | —  | —  | —   | —  |
| NHL totalt | NHL totalt            | NHL totalt | 1549 | 456 | 825 | 1281 | 383 | 121 | 35 | 69 | 104 | 29 |

### Tränare
M = Matcher, V = Vinster, F = Förluster, O = Oavgjorda, P = Poäng
| Lag               | Säsong  | Grundserie | Grundserie | Grundserie | Grundserie | Grundserie | Grundserie            | Slutspel |
| Lag               | Säsong  | M          | V          | F          | O          | P          | Resultat              | Resultat |
| ----------------- | ------- | ---------- | ---------- | ---------- | ---------- | ---------- | --------------------- | -------- |
| Detroit Red Wings | 1973–74 | 67         | 27         | 31         | 9          | 63         | 6:a i East Division   | –        |
| Detroit Red Wings | 1974–75 | 80         | 23         | 45         | 12         | 58         | 4:a i Norris Division | –        |
| Detroit Red Wings | 1975–76 | 54         | 19         | 29         | 6          | 44         | 4:a i Norris Division | –        |
| Detroit Red Wings | 1976–77 | 44         | 13         | 26         | 5          | 31         | 5:a i Norris Division | –        |
| Totalt            | Totalt  | 245        | 82         | 131        | 32         | 196        |                       |          |

## Meriter
- Stanley Cup – 1951–52, 1953–54 och 1954–55
- NHL Second All-Star Team – 1952–53 och 1958–59
- Lady Byng Memorial Trophy – 1958–59, 1965–66 och 1968–69